# Portugal. The Man
Portugal. The Man (МФА:[ˈpɔːtʃʊɡl̩ ðə mæn], в пер. с англ., дословно — Португалия. Человек) — американская инди-рок-группа родом из Василлы, Аляска, на данный момент базируется в Портленде, Орегон.

## История
В 2009 году ребята прославились на всю Америку благодаря своим сетам на фестивалях Боннару и Лоллапалуза. Когда вокалист Джон Гурли придумывал название группе, он знал о Португалии только название столицы — Лиссабон, что там красивые пляжи и «слово Portugal круто звучит». Благодаря этому группа получила огромное признание в Португалии с самого момента своего основания.
Вышедшая в июле 2011 года на Atlantic Records пластинка In The Mountain In The Cloud превратила группу в достояние целого штата. Музыканты попали на телешоу Конана О’Брайена и на девятую строчку в списке лучших альбомов по опросу MTV. К концу 2011 года с помощью того же Atlantic Records коллектив попал на популярные фестивали и телешоу. Продажи пластинки оказались успешными, а число поклонников группы удвоилось.
3 марта 2017 года группа выпустила сингл «Feel It Still» с восьмого студийного альбома Woodstock. Песня стала одной из самых успешных у группы, достигнув первого места в чарте Billboard Alternative Songs и войдя в топ-10 Billboard Hot 100. 28 января 2018 года песня «Feel It Still» получила премию «Грэмми» в категории «Лучшее поп-исполнение дуэтом или группой» на 60-й ежегодной церемонии вручения наград.

## Состав

### Состав группы
- Джон Гурли — вокал, гитара,орган, драм-машина (2004–наст. вр.)
- Закари Скотт Каразерс — бас-гитара, бэк-вокал (2004–наст. вр.)
- Кайл О’Квин — клавишные, синтезатор, гитара, бэк-вокал (2007, 2012–наст. вр.)
- Эрик Хоук — гитара (2015–наст. вр.)
- Джейсон Секрист — барабаны (2005-2008, 2009—2011, 2016-наст. вр.)
- Кейн Ритчотт — ударные, перкуссия, бэк-вокал (2012–2016, 2017–наст. вр.)

### Бывшие участники
- Райан Нейборс — клавишные, диджериду, синтезатор, бэк-вокал (2006–2012)
- Уэсли Хаббард — клавишные (2004–2006)
- Ноа Герш — гитара, вокал, перкуссия (2011–2013)
- Ник Клейн — гитара (2004–2005)
- Харви Тамблсон — биты (2004–2005)
- Гарретт Лунсефорд — ударные (2009)

### Сессионные музыканты
- Кирк Оунстед — биты
- Дьюи Халпаус — гитара
- Мэттью Мур — гитара
- Зои Менвил — вокал и перкуссия

## Дискография

### Студийные альбомы
| Год  | Альбом |
| ---- | --- |
| 2006 | Waiter: "You Vultures!" - Released: 24 January 2006 - Label: Defiance, Fearless - Format: LP, CD                                                  |
| 2007 | Church Mouth - Released: 24 July 2007 - Label: Defiance, Fearless - Format: LP, CD, 2xCD                                                          |
| 2008 | Censored Colors - Released: 16 September 2008 - Label: Approaching AIRballoons, Defiance, Equal Vision - Format: LP, CD                           |
| 2009 | The Satanic Satanist - Released: 21 July 2009 - Label: Approaching AIRballoons, Defiance, Equal Vision - Format: LP, CD - Billboard 200 peak: #81 |
| 2009 | The Majestic Majesty - Released: 21 July 2009 - Label: Approaching AIRballoons, Equal Vision - Format: Digital                                    |
| 2010 | American Ghetto - Release Date: 2 March 2010 - Label: Approaching AIRballoons,Equal Vision - Format: Digital                                      |
| 2011 | In the mountain in the cloud - Release Date: 19 July 2011 - Label: Atlantic - Format: CD, LP, digital download                                    |
| 2013 | Evil Friends - Release Date: June 4, 2013 - Label: Atlantic - Format: CD, LP, digital download                                                    |
| 2017 | Woodstock - Release Date: June 16, 2017 - Label: Atlantic - Format: CD, LP, digital download                                                      |

## В видеоиграх
- FIFA 12 — «Got It All (This Can’t Be Living Now)»
- FIFA 14 — «Purple Yellow Red And Blue»
- FIFA 18 — «Live In The Moment»
- Just Dance 2018 (Unlimited) — «Feel It Still»
- Rock Band 4 (DLC) — «Feel It Still»